# Panman, Rhythm of the Palms
Panman, Rhythm of the Palms is de eerste speelfilm die geheel op Sint Maarten is geproduceerd. De film werd geschreven door Ian Valz, die ook de hoofdrol speelt, en geregisseerd door Sander Burger.

## Plot
Panman, Rhythm of the Palms vertelt het verhaal van de opkomst en neergang van de beroemde steelpanspeler Harry Daniel. Harry, icoon van de Caribische cultuur, wil de steelpanmuziek overdragen aan de jongere generatie. Zijn persoonlijke leven lijdt hieronder, omdat hij steeds de muziek boven zijn familieleven plaatst. In zijn kruistocht om de steelpanmuziek levend te houden op Sint Maarten ontmoet hij de uitzonderlijk getalenteerde jongen Jacko, die zijn topleerling en hoop voor de toekomst wordt. Harry behandelt hem als de zoon die hij nooit heeft gehad. In de loop der tijd vervaagt de roem van Harry en keert Jacko zich tegen hem. Hij stort zich in de wereld van de rockmuziek. Als Harry ziek wordt, keert Jacko terug naar de steelbandmuziek en wordt zo de nieuwe ‘panman’.